# اریکا گوین
 اریکا گوین (انگلیسی: Erica Gavin؛ زادهٔ ۲۲ ژوئیهٔ ۱۹۴۷) یک هنرپیشه اهل ایالات متحده آمریکا است. وی از سال ۱۹۶۸ میلادی تاکنون مشغول فعالیت بوده‌است.